# Neolitsea elaeocarpa
Neolitsea elaeocarpa är en lagerväxtart som beskrevs av H. Liou. Neolitsea elaeocarpa ingår i släktet Neolitsea och familjen lagerväxter. Inga underarter finns listade i Catalogue of Life.